# Vitali Tajbert
Vitali Tajbert (25 maggio 1982) è un ex pugile tedesco, di origine kazake.

## Palmarès

### Olimpiadi
- 1 medaglia:
  - 1 bronzo (Atene 2004 nei pesi piuma)

### Mondiali dilettanti
- 1 medaglia:
  - 1 argento (Bangkok 2003 nei pesi piuma)

### Europei dilettanti
- 1 medaglia:
  - 1 oro (Pula 2004 nei pesi piuma)